# 查尕玛里错
查尕玛里错（藏語：བྲག་དཀར་དམར་རི་མཚོ།，威利转写：brag dkar dmar ri mtsho，THL：Drakkar Marri Tso）位于中国西藏自治区阿里地区改则县境内，地处改则县中西部，湖面海拔4592米，湖长3.2公里，最大宽1.9公里，平均宽1.2公里，面积4平方公里。